# Iar îi nuntă mare-n sat
Iar îi nuntă mare-n sat (Volumul 4) este un album de studio al cântărețului rom din România Nicolae Guță. Este al patrulea disc din seria Nicolae Guță și totodată primul album video al cântărețului (distribuit pe casetă video). Discul a fost lansat în 1997 și este ultimul album de studio al lui Nicolae Guță în care nu se folosește ritmul de manea.
În comparație cu discul precedent, Volumul 3 (1995), Iar îi nuntă mare-n sat cuprinde un număr mai mare de piese în format mai scurt (așadar, scade importanța improvizației instrumentale, iar forma materialelor este mai concisă). Acordeonul nu este prezent, instrumente soliste rămânând vioara și saxofonul. Acompaniamentul este asigurat în continuare de chitara electrică și sintetizator.
Discul este însoțit de filmări în care pot fi văzuți interpreții și un număr de dansatori în scene de natură (o pădure, o poiană), citadine (pe stradă, la piață, în parc) sau în diverse interioare (case, studioul de înregistrare, o bodegă). Guță și instrumentiștii fac playback pe film; câteodată în imagine se poate vedea și un acordeonist (cum s-a spus deja, instrumentul nu figurează în materialul audio – acordeonistul formației, Marius Gheorghe, era plecat în Franța în timpul înregistrării).

## Lista pistelor
1. Prezentare (3:22)
2. Am auzit, mândro, bine (2:40)
3. Nu știu, Doamne, ce o fi (2:30)
4. Iar îi nuntă mare-n sat (2:27)
5. Mândra zice că mi-s prost (2:11)
6. Șucar san, șucar cheles (2:37)
7. Cât este lumea de mare (5:15)
8. Chana o Baba chelel (2:10)
9. Vai, Doamne, că mor (2:10)
10. Instrumentală (2:10)
11. Baro abeau me cherdem (3:32)
12. Doamne, afară-s zorili (3:19)
13. Când bărbatu' îi plecat (5:34)
14. Sasma-c-mia-n-trim șala (3:10)
15. Nașule, ce voios ești (3:03)
16. Doina (instrumental) (3:41)
17. Doamne, ce mai viață (4:12)
18. Stai, Doamne, nu mă lua (5:36)

## Prezentare
Albumul, atât în varianta audio, cât și video, conține o pistă de prezentare în deschidere.

### Varianta audio
„Iubiți ascultători, Zoom Studio România vă prezintă un album de excepție cu un solist de excepție care, într-un timp relativ scurt, a reușit să urce pe scara valorică a muzicii populare și a muzicii de petrecere pe primele trepte. Nicolae Guță, o adevărată bombă muzicală care, in explozia ei, aduce bună dispoziție sau plâns pe fețele ([sic!] – n.n.) oricărui ascultător.
Albumul este distribuit în România de Zoom Studio din Râmnicu Vâlcea și de Mentonic Sound Cluj. Atât pe casete video și DVD (improbabil, DVD-ul s-a răspândit în Europa cu cel puțin un an mai târziu – n.n.), cât și pe CD și casete audio. Comenzile pot fi onorate la următoarele numere de telefon: 0250 733 664 sau 0722 662 026. Totodată, avem plăcerea să vă anunțăm: în curând, Zoom Studio și Mentonic Sound vor lansa pe piață un alt album de excepție cu stelele muzicii lăutărești: Nicolae Guță, Sorina, Sandu Ciorbă, Evanda și Nicoleta. Acest album se intitulează Joacă cu mine (volumul 5). Vă dorim în continuare audiție plăcută!”

### Varianta video
„Iubiți ascultători, studioul Studio Recording Soft System vă prezintă o casetă de excepție cu un solist de excepție care, într-un timp relativ scurt, cu o voce și un talent ieșite din comun, a reușit să urce pe scara valorică a muzicii populare pe primele trepte, dacă nu chiar pe prima. Nicolae Guță, o adevărată bombă muzicală care, în explozia ei, aduce bună dispoziție sau plâns pe fața oricărui ascultător.
Caseta este sponsorizata de un mare cunoscător al muzicii bănățene și totodată un admirator al acesteia (el însuși provenind dintr-o familie de lăutari din Toflea, județul Galați): Baba, patronul mai multor firme de import-export. Orchestra, care nu a dat chix niciodată, și de data aceasta este alături de solistul Nicolae Guță. La saxofon, un trup și suflet al acestui instrument, care se cheamă Remus Cârpaci. La vioară, Anton Trifoi, acest vrăjitor al instrumentului cu coarde. Chitara armonie, un om care putem să spunem că este muzicant din cap până în picioare: Balant Petrovici. Orga electronică (de fapt, sintetizatorul – n.n.): Novacovici Dorin, acest metronom al formației. Prezentarea aparține aceluiași, al dumneavoastră Constantin Ionel Călin, care vă dorește audiție plăcută și să auzim numai și numai de bine!”

## Personal
- Nicolae Guță – voce
- Anton Trifoi – vioară
- Remus Cârpaci – saxofon alto
- Dorin Novacovici – sintetizator
- Balant Petrovici – chitară electrică
- Constantin Ionel Călin – prezentare